# Verbandsgemeinde Rennerod
Die Verbandsgemeinde Rennerod ist eine Gebietskörperschaft im Westerwaldkreis in Rheinland-Pfalz. Der Verbandsgemeinde gehören die Stadt Rennerod sowie 22 weitere Ortsgemeinden an, der Verwaltungssitz ist in der namensgebenden Stadt Rennerod.

## Verbandsangehörige Gemeinden
| Ortsgemeinde, Stadt       | Fläche (km²) | Einwohner |
| ------------------------- | ------------ | --------- |
| Bretthausen               | 3,38         | 208       |
| Elsoff (Westerwald)       | 9,44         | 984       |
| Hellenhahn-Schellenberg   | 7,28         | 1.207     |
| Homberg                   | 2,16         | 182       |
| Hüblingen                 | 4,50         | 301       |
| Irmtraut                  | 4,52         | 807       |
| Liebenscheid              | 10,56        | 840       |
| Neunkirchen               | 6,61         | 543       |
| Neustadt/Westerwald       | 2,80         | 575       |
| Niederroßbach             | 4,39         | 707       |
| Nister-Möhrendorf         | 2,97         | 300       |
| Oberrod                   | 6,72         | 651       |
| Oberroßbach               | 2,81         | 360       |
| Rehe                      | 7,41         | 964       |
| Rennerod, Stadt           | 18,14        | 4.426     |
| Salzburg                  | 2,30         | 217       |
| Seck                      | 8,62         | 1.160     |
| Stein-Neukirch            | 7,16         | 446       |
| Waigandshain              | 4,04         | 225       |
| Waldmühlen                | 3,10         | 326       |
| Westernohe                | 7,50         | 947       |
| Willingen                 | 3,68         | 277       |
| Zehnhausen bei Rennerod   | 2,96         | 392       |
| Verbandsgemeinde Rennerod | 133,05       | 17.045    |

(Einwohner am 31. Dezember 2023)

## Bevölkerungsentwicklung
Die Entwicklung der Einwohnerzahl bezogen auf das heutige Gebiet der Verbandsgemeinde Rennerod; die Werte von 1871 bis 1987 beruhen auf Volkszählungen:
| Jahr | Einwohner |
| 1815 | 8.738     |
| 1835 | 10.940    |
| 1871 | 10.207    |
| 1905 | 9.126     |
| 1939 | 10.701    |
| 1950 | 10.844    |

| Jahr | Einwohner |
| 1961 | 11.545    |
| 1970 | 14.000    |
| 1987 | 14.150    |
| 1997 | 16.776    |
| 2005 | 17.243    |
| 2023 | 17.045    |

## Politik

### Verbandsgemeinderat
Der Verbandsgemeinderat Rennerod besteht aus 32 ehrenamtlichen Ratsmitgliedern, die bei der Kommunalwahl am 9. Juni 2024 in einer personalisierten Verhältniswahl gewählt wurden, und dem hauptamtlichen Bürgermeister als Vorsitzendem.
Die Sitzverteilung im Verbandsgemeinderat:
| Wahl | SPD | CDU | FDP | FWG | Gesamt   |
| ---- | --- | --- | --- | --- | -------- |
| 2024 | 8   | 16  | −   | 8   | 32 Sitze |
| 2019 | 9   | 15  | −   | 8   | 32 Sitze |
| 2014 | 10  | 17  | −   | 5   | 32 Sitze |
| 2009 | 11  | 16  | −   | 5   | 32 Sitze |
| 2004 | 10  | 17  | 1   | 4   | 32 Sitze |

- FWG = Freie Wählergruppe Verbandsgemeinde Rennerod e. V.

### Bürgermeister
Gerrit Müller (CDU) wurde am 4. September 2014 Bürgermeister der Verbandsgemeinde Rennerod. Bei der Direktwahl am 25. Mai 2014 wurde er mit einem Stimmenanteil von 54,62 % für acht Jahre gewählt. Müller ist damit Nachfolger der Bürgermeister Werner Daum (CDU, 1983–2014) und Karl Boller (CDU, 1972–1983). Bei der Direktwahl am 20. März 2022 wurde er mit einem Stimmenanteil von 79,59 % für weitere acht Jahre im Amt bestätigt.

### Wappen
Blasonierung: „Innerhalb eines von Blau und Gold zu zwölf Plätzen gestückten Bordes in Blau pfahlweise zwei rotgezungte und -bewehrte, schreitende, goldene Löwen“.
Das Wappen orientiert sich am Wappen der Stadt Rennerod und ergänzt es um den Schildrand, der in Rheinland-Pfalz häufig zur Kennzeichnung von Verbandsgemeinden genutzt wird.

## Flächennutzung
- Fläche: 133,05 km²[2]
  - Landwirtschaft: 49,1 %
  - Wald: 35,6 %
  - Wasser: 1,5 %
  - Siedlung und Verkehr: 13,6 %
  - Sonstige Flächen: 0,2 %